# A téglafal
A téglafal (eredeti cím: Brick) 2025-ben bemutatott német filmthriller, amelyet saját forgatókönyvéből Philip Koch rendezett. A főbb szerepekben Matthias Schweighöfer, Ruby O. Fee, Murathan Muslu, Frederick Lau és Sira-Anna Faal látható.
Németországban és Magyarországon 2025. július 10-én mutatta be a Netflix.

## Cselekmény
Tim és Olivia válságban vannak. Olivia felmondott a munkahelyén, és szeretné újrakezdeni Tim mellett, aki játékfejlesztőként dolgozik. Erre a célra vásárolt egy régi Volkswagen buszt. Az utcán találkoznak a főbérlőjével, aki éppen felújíttatja a házat. Közben hatalmas füstfelhőt látnak a város felett, amely a hamburgi kikötőben keletkezett tűz miatt keletkezett. Amikor Tim és Olivia felébrednek, a lány elszakad tőle, de a házukat hirtelen egy titokzatos fal veszi körül. A szomszédoknak most össze kell fogniuk a túlélésért. Eközben egyre több lakótitokra derül fény.
Sok halálos baleset után Timnek és Oliviának sikerül kinyitnia a falat a mobiltelefonjukon lévő fénykód segítségével. Kiderül, a kikötő területén keletkezett tüzet egy titkos biztonsági rendszer meghibásodása okozta, amely az egész várost érinti.

## Szereplők
| Szerep   | Színész               | Magyar hang       |
| -------- | --------------------- | ----------------- |
| Tim      | Matthias Schweighöfer | Király Dániel     |
| Olivia   | Ruby O. Fee           | Podlovics Laura   |
| Juri     | Murathan Muslu        | Varga Gábor       |
| Ana      | Salber Lee Williams   | Hermányi Mariann  |
| Marvin   | Frederick Lau         | Jászberényi Gábor |
| Lea      | Sira-Anna Faal        | Berényi Nóra      |
| Friedman | Alexander Beyer       | Ficza István      |
| Oswalt   | Axel Werner           | Fodor Tamás       |
| Noah     | Nader Ben-Abdallah    |                   |
| Anton    | Josef Berousek        | Nem szólal meg    |
| Peter    | Daniele Rizzo         |                   |
| Nele     | Daniela Galbo         |                   |
| Markus   | Markus Ransmayr       |                   |

### Magyar változat
- Magyar szöveg: Dittrich-Varga Fruzsina
- Hangmérnök: Illés Gergely
- Vágó: Sári-Szemerédi Gabriella
- Gyártásvezető: Gelencsér Adrienne
- Szinkronrendező: Bercsényi Péter
- Produkciós vezető: Várkonyi Krisztina

A szinkront a Mafilm Audio Kft. készítette el.

## A film készítése
A filmet 2024. január 29. és 2024. március 22. között forgatták Prágában. A premierre a Müncheni Filmfesztiválon került sor 2025. július 2-án.